# Amplexicamera cereus
Amplexicamera cereus is een mosdiertjessoort uit de familie van de Foveolariidae. De wetenschappelijke naam van de soort is, als Farcimia cereus, voor het eerst geldig gepubliceerd in 1867 door Pourtalès.